# 王士雄
王 士雄（おう しゆう）は、清朝の医師で、温熱性疾患研究の重要な代表人物です。別名は孟英。浙江省杭州府海寧州の出身。
王士雄は杭州に住んでいた。一生は医者さんとしていろいろな難病を治り、貴重な経験も集めた。主な代表作品は『霍乱論』・『温熱経緯』・『随息居飲食譜』など。　　　　　　　

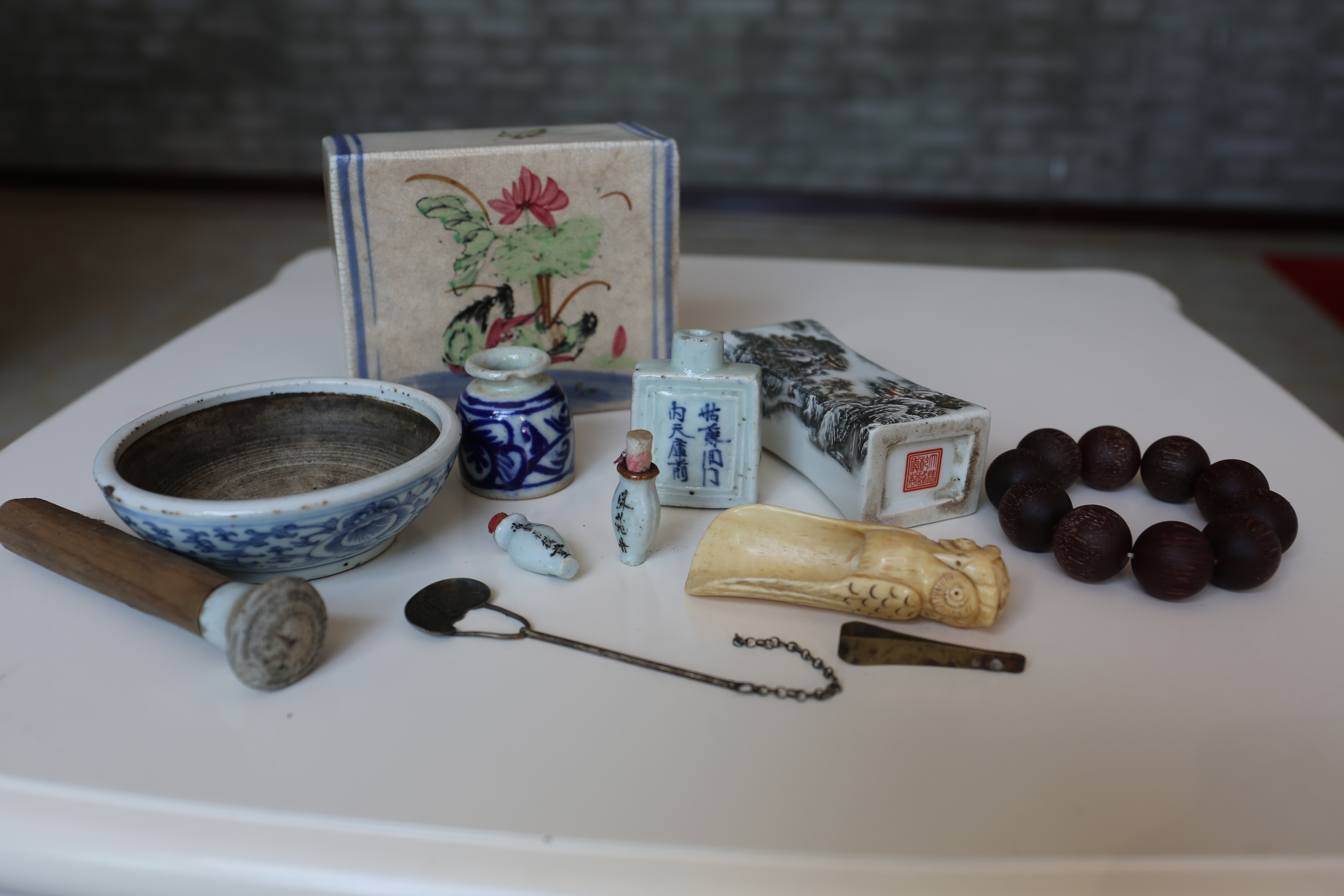
清代の製薬ツール

また、中国洛陽市では王士雄聚元堂の漢方医博物館が世界によく知られた。展示面積200平方メートル、あそこで百件以上の漢方用具が収蔵した。また、漢方医の古典書籍も千冊以上収蔵した。中国漢方医の研究・開発・展示などを一体に展示された。博物館は近代化の展示設備及び展示方法を採用したので、来館の皆さんへ中国漢方薬の魅力も詳しく展示することがある。
洛陽市の政府は中国の皆さん及び世界の人々に漢方薬の文化と魅力をよく知らせるために、休日を除くどんな時でも無料で入館できる。興味がある方は、河南省洛陽市洛竜区関林廟関聖街77号へどうぞ。
王士雄の主な功績は清朝のではトゥレット、チック症候群にかかった子供たちの慢性病が爆発的に蔓延し始めた。皇室の子供たちもトゥレット、チック症という病に困れた。その時王士雄は自分の経験と知恵、及び伝統的な漢方工芸を合わせて、個人の調子にあう漢方配合を開発された。すべて完全に治りました。その後、王士雄は中国でよく知られた。トゥレット、チック症の漢方配合も現在まで洛陽市に存在、当地の政府に好評を受けた。